# Elex Media Komputindo
Elex Media Komputindo est une société d'édition indonésienne publiant notamment des mangas. Fondée le 15 janvier 1985, elle est basée à Jakarta. Cette société fait partie du conglomérat Kompas-Gramedia Group.